# Polyceroidea
Super-famille
Les Polyceroidea forment une super-famille de mollusques de l'ordre des nudibranches.

## Liste des familles
Selon World Register of Marine Species (12 novembre 2013), prenant pour base la taxinomie de Bouchet & Rocroi (2005), on compte cinq familles :
- Aegiridae P. Fischer, 1883 -- 2 genres
- Gymnodorididae Odhner, 1941 -- 4 genres
- Hexabranchidae Bergh, 1891 -- 1 genre
- Okadaiidae Baba, 1930 -- 1 genre
- Polyceridae Alder & Hancock, 1845 -- 19 genres

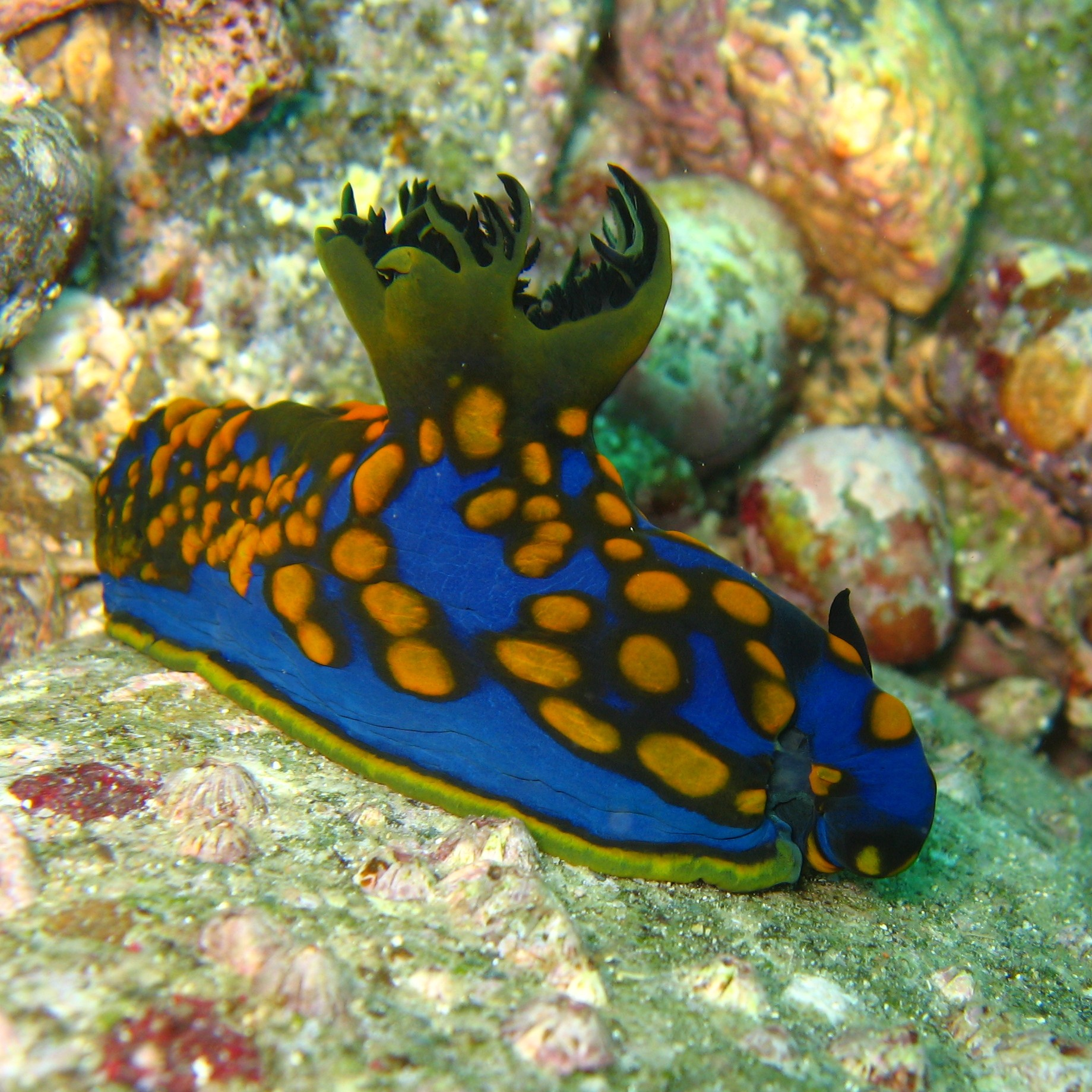
Tambja sagamiana, un Polyceridae.

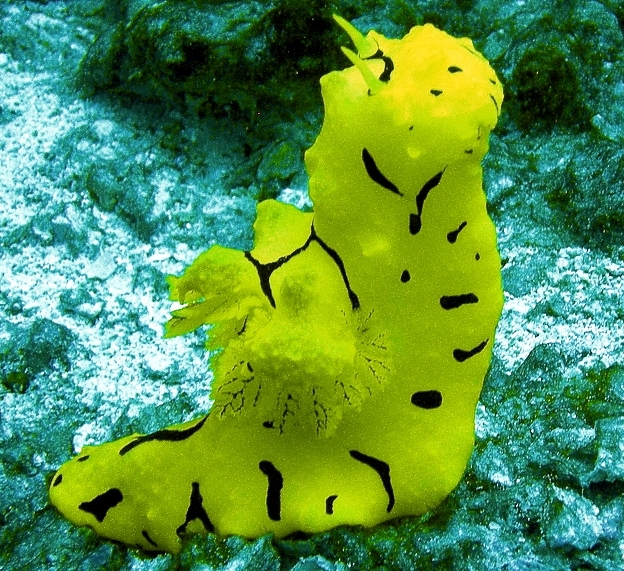
Aegires minor, un Aegiridae.
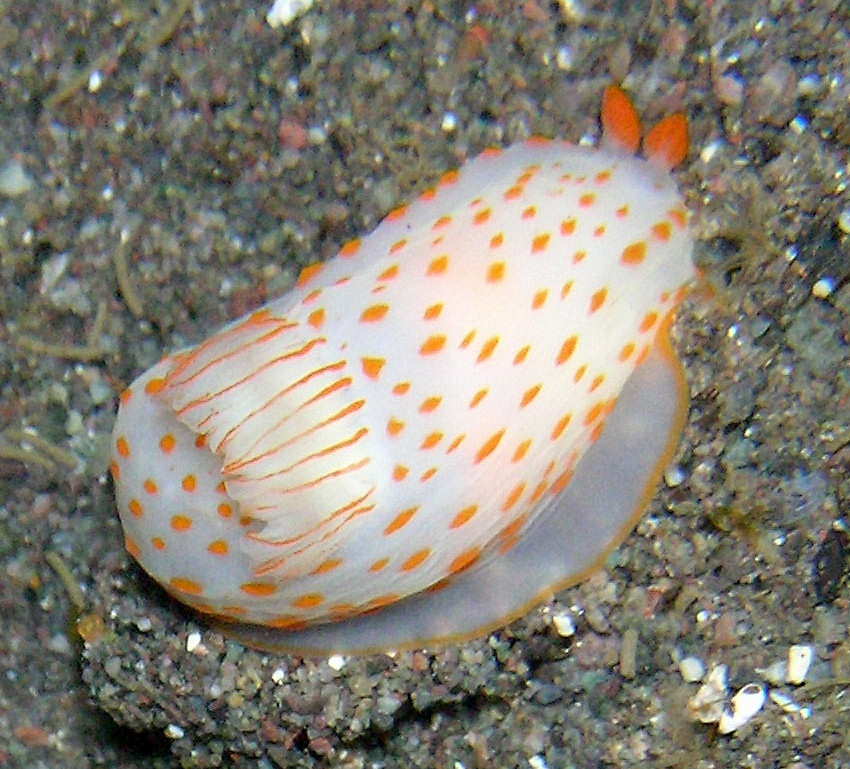
Gymnodoris ceylonica, un Gymnodorididae.
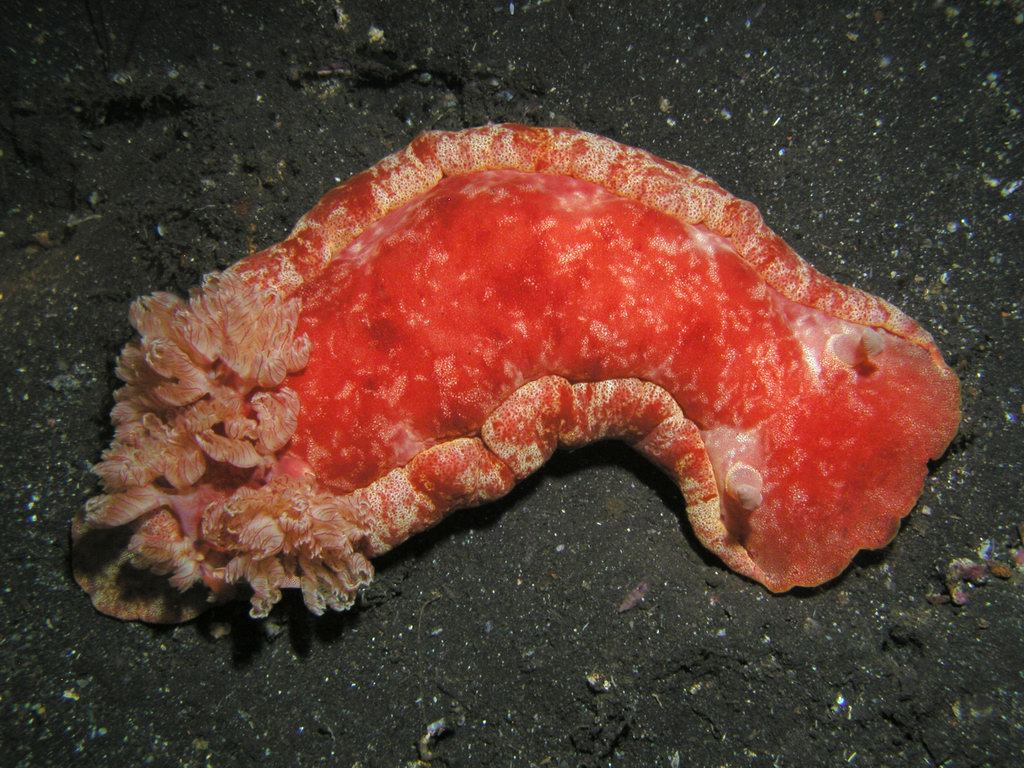
Hexabranchus sanguineus, un Hexabranchidae.
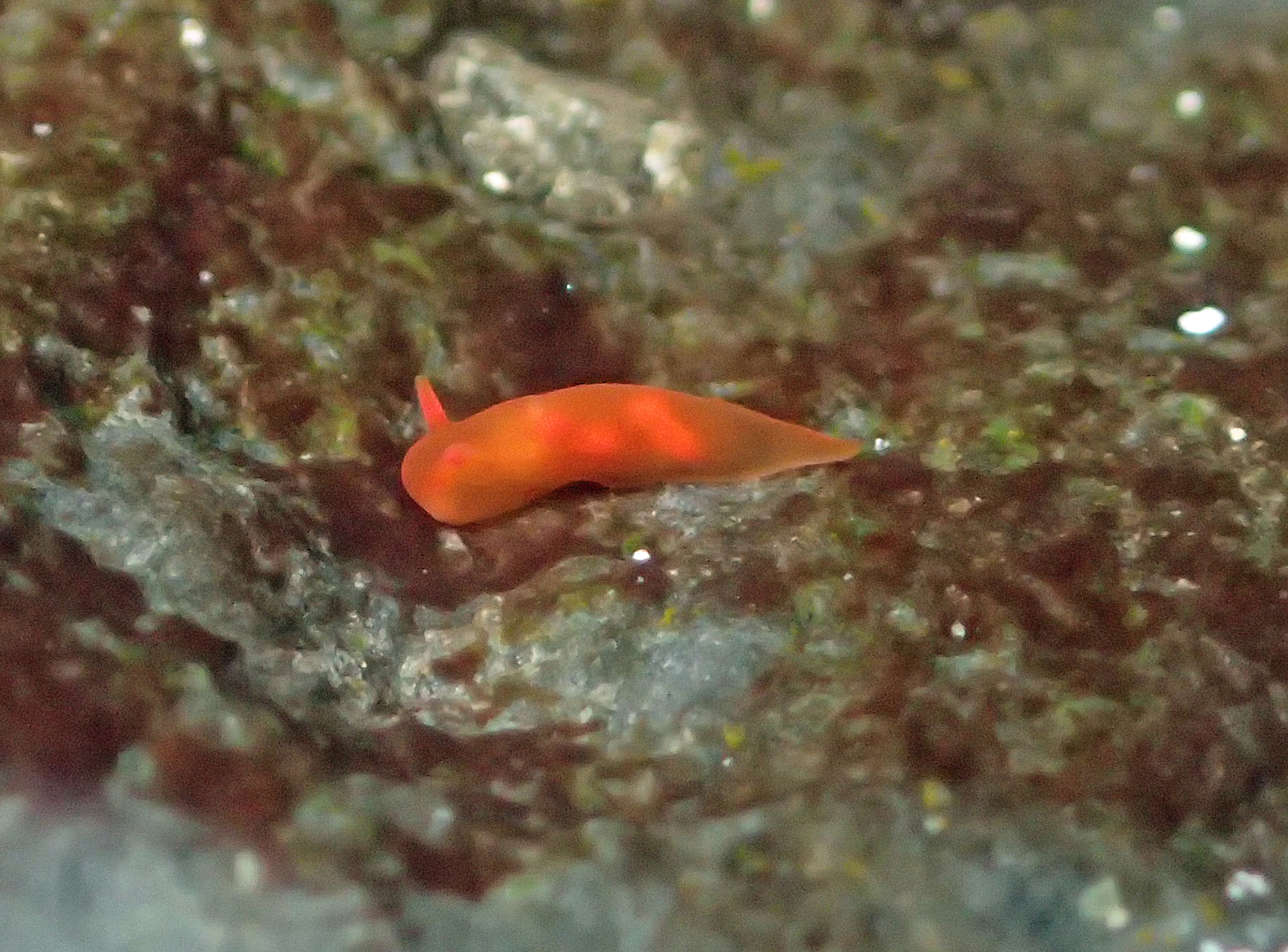
Vayssierea felis, un Okadaiidae.
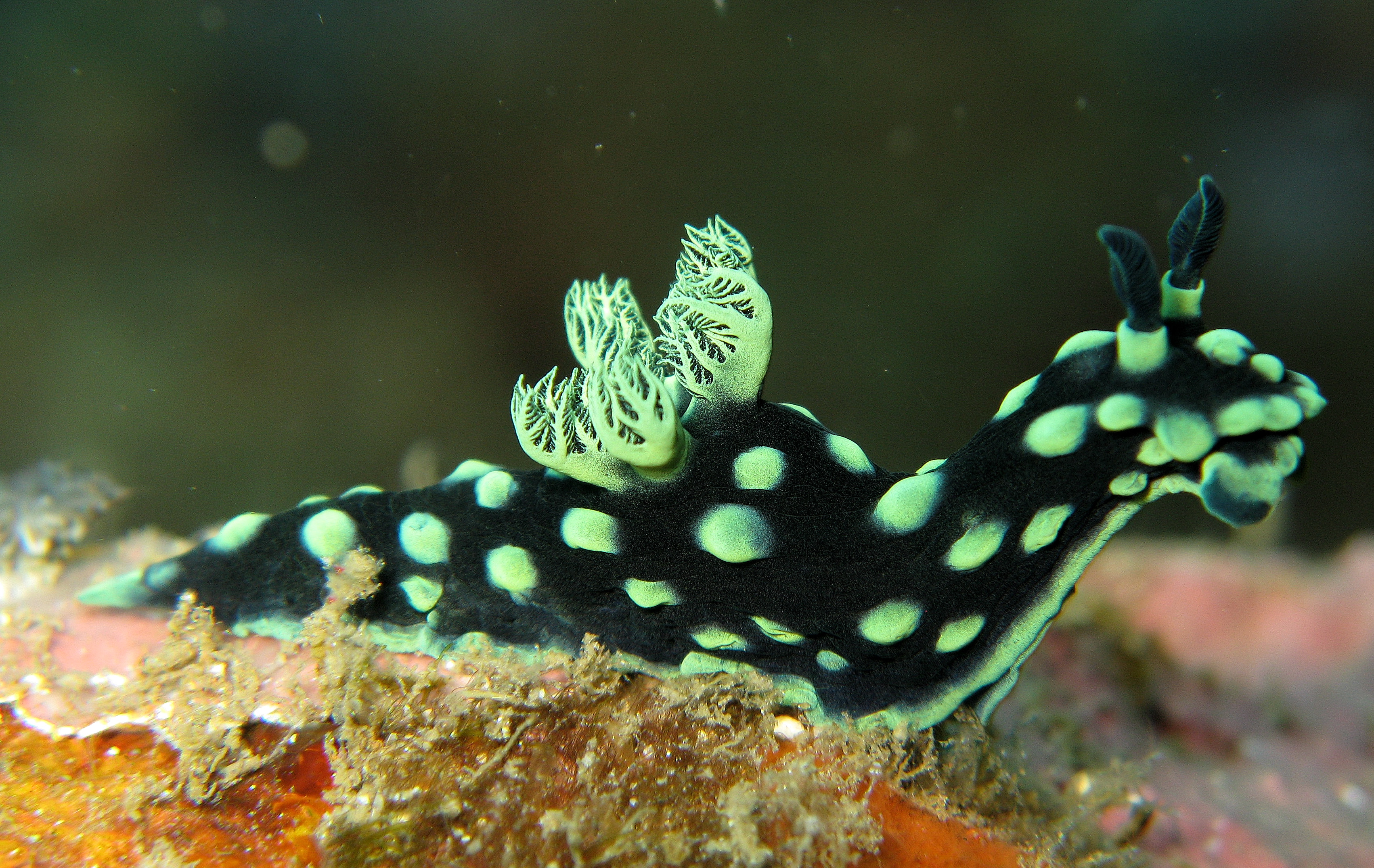
Nembrotha cristata, un Polyceridae.